# Нечерноземье
Нечернозе́мье, нечернозёмная зона — сельскохозяйственный и промышленный район европейской части России.
Получил название по преобладающему типу почв как противопоставление Черноземью.
Включает четыре экономических района:
- Северный экономический район
- Северо-западный экономический район
- Центральный экономический район
- Волго-Вятский экономический район,

а также часть Уральского экономического района:
- Пермский край
- Свердловская область
- Удмуртия

В общей сложности в Нечерноземье входят 32 региона России, в том числе 22 области, 6 республик, 1 край, 1 автономный округ и 2 города федерального значения. Площадь составляет 2411,2 тыс. км².

## Калининградский район
Включает единственный субъект Российской Федерации — Калининградскую область.

## Северный район
Включает следующие субъекты Российской Федерации:
- Республика Карелия
- Республика Коми
- Архангельская область
- Ненецкий автономный округ
- Вологодская область
- Мурманская область

## Северо-Западный район
Включает следующие субъекты Российской Федерации:
- Ленинградская область
- Новгородская область
- Псковская область
- Санкт-Петербург

## Центральный район
Включает следующие субъекты Российской Федерации:
- Брянская область
- Владимирская область
- Ивановская область
- Калужская область
- Костромская область
- Московская область
- Москва
- Орловская область
- Рязанская область
- Смоленская область
- Тверская область
- Тульская область
- Ярославская область

## Волго-Вятский район
Включает следующие субъекты Российской Федерации:
- Марий Эл
- Мордовия
- Чувашия
- Кировская область
- Нижегородская область